# 埃克爾劇場
47°29′49″N 19°4′36″E / 47.49694°N 19.07667°E

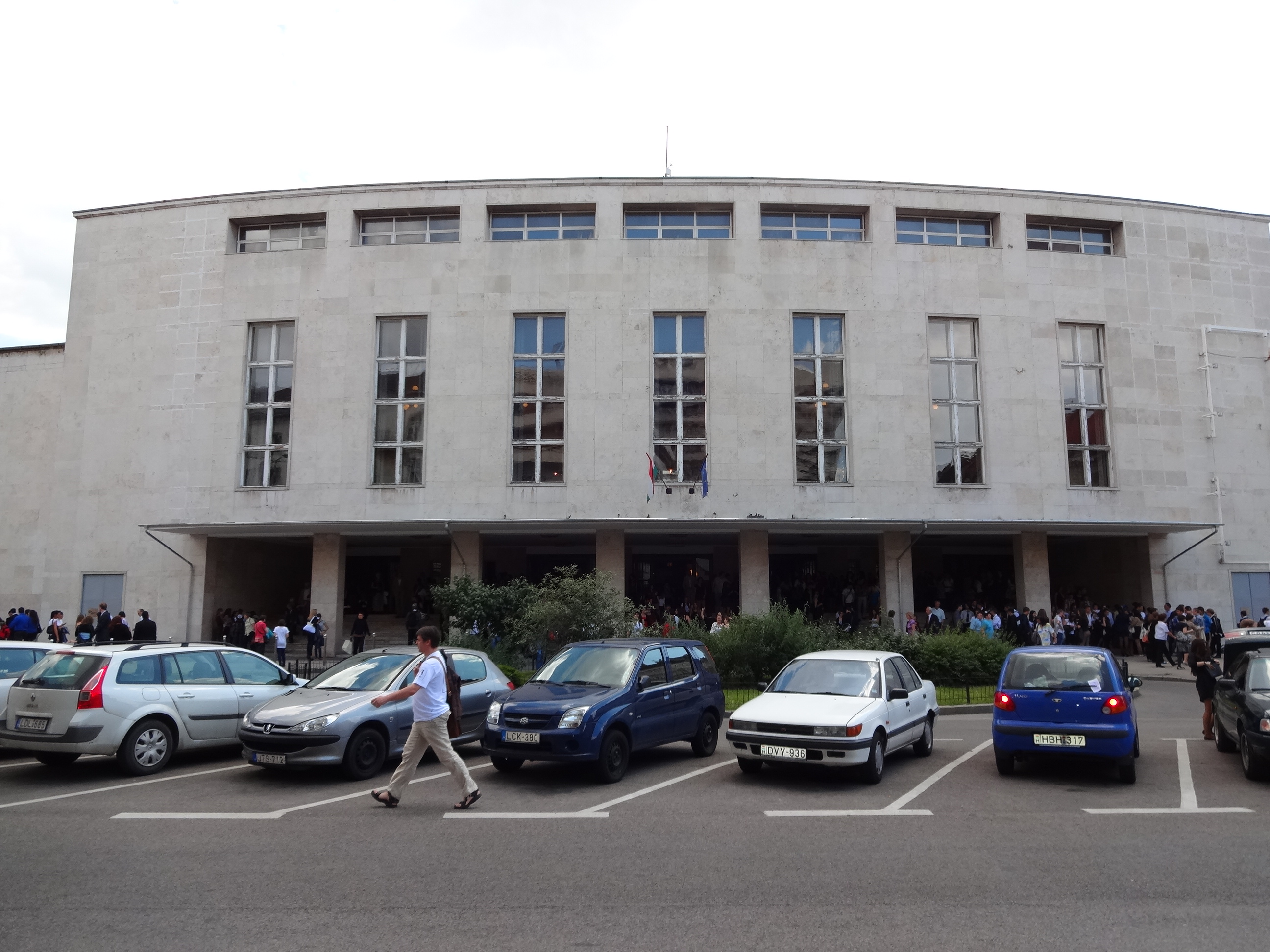
埃克爾劇場

埃克爾劇場（Erkel Theatre）是匈牙利首都布達佩斯的一座劇院，也是布達佩斯最大的劇場建築。自1951年開始，該劇場成為匈牙利國家歌劇院的一部分。埃克爾劇場開業於1911年。在1946年至1948年，這裡曾作為電影院使用。2007年至2013年，劇場暫時關閉，進行了翻新工程。

## 外部連結
- Opera.hu （页面存档备份，存于） - The website of the Hungarian State Opera House, the owner of the building